# 鳥居正博
鳥居 正博（とりい きみひろ、1916年〈大正5年〉2月27日 - 1994年〈平成6年〉5月8日）は、日本の実業家。旺文社元副社長。日本英語検定協会元専務理事。國學院大學マスコミ院友会元副会長。鳥居耀蔵の養玄孫にあたる。鳥居支家十三代目。

## 経歴
東京府出身。杉並区堀ノ内在住。鎌田福寿の四男に生まれ、花園神社社司・鳥居成功の養子となる。養父・成功は鳥居耀蔵の曾孫にあたる。実妹は声優の鎌田弥恵。
1938年（昭和13年）國學院大學国文科を卒業後、旺文社に入社。1942年（昭和17年）国漢部次長となり、1946年（昭和21年）取締役書籍部長、1960年（昭和35年）専務を経て、1967年（昭和42年）副社長に就任。1979年（昭和54年）まで同職を務める。1967年（昭和42年）日本英語検定協会専務理事を経て、1981年（昭和56年）日本英語検定協会常勤顧問に就任。
1994年（平成6年）5月8日、食道癌のため死去。

## 人物
趣味は将棋、映画鑑賞。

## 家族
- 妻・国子（1917年（大正7年）10月28日生） 
女子美術大学卒。
- 長男・成元（1943年（昭和18年）11月24日生） 
中央大学文学部史学科卒。高島屋元勤務。
- 次男・成明（1947年（昭和22年）7月26日生）
上智大学法学部法学科卒。
- 三男・功博（1950年（昭和25年）2月17日生） 
東京大学卒。

## 著書

### 単著
- 『鳥居甲斐晩年日録』桜楓社、1983年。
- 『歌語例歌事典』聖文新社、1988年。
- 『古今短歌歳時記』ニュートンプレス、1994年。

### 共著
- 『現代国語の傾向と対策』旺文社。
- 『古典の傾向と対策』旺文社。